# Jorge Basadre
Jorge Basadre Grohmann (Tacna, 12 de fevereiro de 1903 — Lima, 29 de junho de 1980) foi historiador e Ministro da Educação do Peru.

## Vida pública
Entre 1925 e 1926 fez parte da delegação peruana enviada ao sul para coordenar a realização do plebiscito de Tacna e Arica. Ele realizava essa tarefa quando foi ferido por uma pedra na cabeça, atirada por um nacionalista chileno. O plebiscito nunca foi realizado por falta de garantias. Dois anos depois, Tacna foi definitivamente reincorporada ao Peru, enquanto Arica permaneceu no poder do Chile (1929).
De volta ao Peru, Basadre tornou-se diretor da Biblioteca Central da Universidade San Marcos, que reorganizou entre 1936 e 1942.  Após um incêndio na Biblioteca Nacional do Peru em 9 de maio de 1943, Basadre foi nomeado seu diretor e encarregado de sua reconstrução. Seu trabalho aqui incluiu a reconstrução da coleção de livros e a organização da publicação da revista Biblioteca Fénix, bem como do Anuário Bibliográfico Peruano. Depois de enfrentar longas horas de trabalho e superar grandes dificuldades, em setembro de 1948 ele foi capaz de finalmente reabrir a renovada Biblioteca Nacional.
Por um curto período, em 1945, foi nomeado Ministro da Educação pelo presidente José Luis Bustamante y Rivero. Foi eleito para a presidência do Instituto Histórico del Perú para o período 1956-1962. O presidente peruano Manuel Prado Ugarteche nomeou-o Ministro da Educação pela segunda vez em 1956, cargo que ocupou até sua renúncia em 1958.
Foi professor de História do Peru no Colégio Guadalupe (1929-1931) e no Instituto Pedagógico Nacional (1930-1931); exerceu a cátedra de doutorado de História do Peru na Pontifícia Universidade Católica do Peru (1935); e foi professor de história crítica do Peru na Escola Militar de Chorrillos (1941-1945).
Foi secretário-geral do XXVII Congresso Internacional de Americanistas, sediado em Lima (1939).
Foi presidente do Instituto Histórico do Peru (hoje Academia Nacional de História), de 1956 a 1962; membro da Academia Peruana de Letras (desde 1941) e membro da Sociedade de Geografia de Lima.
Foi condecorado com a Ordem do Sol do Peru no grau de Grã-Cruz em 1979.

## Publicações
Basadre foi um escritor prolífico; seus numerosos trabalhos sobre a história do Peru nos séculos 19 e 20 ainda são uma referência para historiadores interessados neste período. Suas publicações incluem La multitud, la ciudad y el campo en la historia del Perú (1929),[13] La iniciación de la República (1929-1930),[14] Perú, problema y posibilidad (1931), La promesa de la vida peruana (1943), El conde de Lemos y su tiempo (1945), Meditaciones sobre el destino histórico del Perú (1947) , Chile, Peru y Bolivia independientes (1948), El Perú en la cronología universal, 1776-1801 (1957), El azar en la historia y sus límites (1971), La vida y la historia (1975) e Elecciones y centralismo en el Perú (1980).

### Historia de la República del Perú
A obra mais importante de Basadre é sua Historia de la República del Perú (História da República do Peru), publicada pela primeira vez em volume único em 1939. Cresceu em tamanho a cada nova edição até atingir dezesseis volumes na 6ª edição de 1968. Por essa altura, cobriu com rigor a história peruana desde a Independência, em 1821, até à morte do presidente Luis Miguel Sánchez Cerro, em 1933. Basadre complementou este trabalho em 1971, com a publicação de Introducción a las bases documentales para la Historia de la República del Perú, uma revisão completa de fontes primárias sobre a história republicana do Peru.
Esta obra foi publicada desde a morte de Basadre, em 1980, por importantes editoras, como La República e El Comercio, entre outras, sendo ampliada até tempos mais recentes. É considerada a obra mais importante da história republicana do Peru, com suas divisões da história em diferentes épocas sendo consideradas como um padrão em nível nacional.